# Guisla de Besora
Guisla de Besora († d. 6 octubre 1088), filla de Gombau de Besora i la seva primera dona Guisla.
Per intermediació de Guislabert I de Barcelona es va casar (~1032) amb Mir Geribert, príncep d'Olèrdola, que havia enviudat feia poc.
Varen tenir tres fills:
- Gombau (d. 17 octubre 1029 - d. 12 setembre 1067)
- Arnau Miró (d. 17 octubre 1029 - d. 13 novembre 1090)
- Ramon († d. 31 octubre 1060)

Gombau mor el 1050, però abans, en 1041, traspassà la part més important dels seus béns, com la baronia de Montbui a la seva filla primogènita, Guisla de Besora.
Amb la mort de Mir Geribert, Guisla i els seus fills segueixen amb els seus béns però infeudats als nous comtes i al bisbe Guislabert I de Barcelona. Podem considerar a Guisla de Besora una primera pubilla catalana.